# Романовка (Сорочинський міський округ)
Рома́новка (рос. Романовка) — село у складі Сорочинського міського округу Оренбурзької області, Росія.

## Населення
Населення — 414 осіб (2010; 482 у 2002).
Національний склад (станом на 2002 рік):
- росіяни — 98 %